# Roc de l'Ermità
El Roc de l'Ermità és una muntanya rocosa de 2.053,6 metres d'altitud del límit dels termes de les comunes de Jújols i Noedes, totes dues de la comarca del Conflent, a la Catalunya del Nord. És a l'extrem nord del terme de Jújols i al sud-oest del de Noedes. És en el vessant sud-est del Mont Coronat i al nord-oest de la Pica del Migdia.